# NGC 5986
NGC 5986 je kulová hvězdokupa v souhvězdí Vlka s magnitudou 7,5.
Objevil ji James Dunlop 10. května 1826. Pod tmavou oblohou se dá snadno najít triedrem 7x50 přibližně 2,5 stupně západně od hvězdy η Lupi, ale kvůli její velké jižní deklinaci není viditelná ve středních a severních částech Evropy